# Panegírio
Panegírio (em latim: Panegyrius) foi um sofista romano do final do século IV. Ativo na Palestina, foi citado em 390 em duas epístolas do também sofista Libânio (955 e 956). Ele provavelmente pertenceu à Escola de Gaza e talvez esteve ativo em Cesareia Marítima, onde rivalizou com Príscio.